# Homero Aridjis
Homero Aridjis, né le 6 avril 1940 à Contepec (vi), Michoacán, est un poète mexicain, romancier, dramaturge, écologiste, journaliste et diplomate.

## Publications traduites en français

### Poésie
- Perséfone (1967)  Perséphone, Paris, Gallimard, coll. « Du monde entier », 1970
- El poeta en peligro de extinción (1992)
- Tiempo de ángeles (1994) Le Temps des anges, Paris, Gallimard, coll. « Du monde entier », 1997
- El ojo de la ballena (2001)
- Los poemas solares (2005) Tous les recueils ci-dessus, sauf Perséfone et Tiempo de ángeles, parus dans un même volume sous le titre Les Poèmes solaires ; précédé de Le Poète en voie d'extinction ; et suivi de Baleine grise, Paris, Mercure de France, 2009

### Romans
- 1492 vida y tiempos de Juan Cabezón de Castilla (1985) 1492, les aventures de Juan Cabezón de Castille, Paris, Éditions Seuil, 1990
- Memorias del nuevo mundo (1988) 1492, mémoires du Nouveau Monde, Paris, Éditions Seuil, 1992
- La leyenda de los soles (1993) La Légende des soleils, Paris, Éditions Seuil, 1994
- El señor de los últimos días (1994) Le Seigneur des derniers jours : visions de l'an mil, Paris, Éditions Seuil, 1996
- La zona del silencio (2002) La Zone du silence, Paris, Mercure de France, coll. « Bibliothèque étrangère », 2005